# Der Goldene Pöppel
Der Goldene Pöppel ist ein Spielepreis, der von 1979 bis 1990 von der Zeitschrift Die Pöppel-Revue verliehen wurde. Der Name leitet sich vom Begriff „Pöppel“ für einen Spielstein her. Als Gegenpol zum Urteil der Jury „Spiel des Jahres“ entschieden die Leser der Zeitschrift, welches Spiel sie für das beste hielten. Eine Eingrenzung auf ein Erscheinungsjahr gab es nicht.
Der Preis wurde 1990 durch den Deutschen Spielepreis abgelöst. Da keine neue Leserbefragung durchgeführt wurde, erhielten die Preisträger in diesem Jahr zwei Preise.

## Preisträger
- 1979

1. Acquire von Sid Sackson
2. Hase und Igel von David Parlett
3. 1829 von Francis G. Tresham

- 1980

1. Hase und Igel von David Parlett
2. Risiko von Albert Lamorisse
3. Shogun von Teruo Matsumoto

- 1981

1. Hase und Igel von David Parlett
2. Rummikub von Ephraim Hertzano
3. Monopoly von Charles Darrow

- 1982

1. Hase und Igel von David Parlett
2. Atolls & Cornucopias
3. Acquire von Sid Sackson

- 1983

1. Scotland Yard
2. Hase und Igel von David Parlett
3. Acquire von Sid Sackson

- 1984

1. Scotland Yard
2. Dampfross von David Watts
3. Hase und Igel von David Parlett

- 1985

1. Heimlich & Co. von Wolfgang Kramer
2. Scotland Yard
3. Dampfross von David Watts

- 1986

1. Heimlich & Co. von Wolfgang Kramer
2. Acquire von Sid Sackson
3. Greyhounds von Bernd Brunnhofer

- 1987

1. Kreml von Urs Hostettler
2. Acquire von Sid Sackson
3. Heimlich & Co. von Wolfgang Kramer

- 1988

1. McMulti von James St Laurent
2. Kreml von Urs Hostettler
3. Barbarossa und die Rätselmeister von Klaus Teuber

- 1989

1. Maestro von Rudi Hoffmann
2. Café International von Rudi Hoffmann
3. Ein solches Ding von Urs Hostettler

- 1990

siehe Deutscher Spielepreis